# Sū Minazuki
Sū Minazuki (jap. 水無月 すう Minazuki Sū; ur. w Fukuoce) – japoński mangaka, znany przede wszystkim z mang Sora no otoshimono i Plunderer, wydanych nakładem wydawnictwa Kadokawa Shoten. Zadebiutował w 2001 roku mangą Night Keeper.

## Twórczość
- Night Keeper (2001)[2]
- Watashi no Messiah-sama (jap. 私の救世主さま Watashi no kyūseishu-sama) (2002–2007)[3]
- Judas (jap. ジューダス Jūdasu) (2004–2005)[4]
- Sora no otoshimono (jap. そらのおとしもの) (2007–2014)[5]
- Seven Ocean (2008)[6]
- Gō-dere bishōjo Nagihara Sora (jap. 豪デレ美少女 凪原そら) (2008–2014)[7]
- He~nshin!!: Sonata Birdie Rush (jap. へ～ん・しん!! そなたバーディ・ラッシュ) (2008–2010)[8]
- Daisuki desu!! Mahō tenshi Cosmos (jap. 大好きです!! 魔法天使こすもす) (2010–2013)[9]
- Plunderer (jap. プランダラ Purandara) (2014–2022)[10]
- Dokunie Cooking (jap. 毒贄クッキング Dokunie kukkingu) (2017–2019)[11]
- Yūryō bukken mō dame sō: Furo, Toilet to tenshi wa kyōdō desu (jap. 優良物件もうダメ荘 ～風呂、トイレと天使は共同です～) (od 2022)[12]